# Lepidokirbyia vittipes
Lepidokirbyia vittipes är en fjärilsart som beskrevs av Walker 1855. Lepidokirbyia vittipes ingår i släktet Lepidokirbyia och familjen björnspinnare. Inga underarter finns listade i Catalogue of Life.